# Hingstepeira isherton
Hingstepeira isherton är en spindelart som beskrevs av Levi 1995. Hingstepeira isherton ingår i släktet Hingstepeira och familjen hjulspindlar.
Artens utbredningsområde är Guyana. Inga underarter finns listade i Catalogue of Life.